# Алфа и Омега 2
Алфа и Омега 2 е американски компютърно-анимационен филм от 2013 година на студио Crest animation. В САЩ, филмът излиза на DVD на 8 октомври 2013.

## Сюжет
Кейт, Хъмфри и трите им кутрета се подготвят, за да отпразнуват първата си Коледа с цялото семейство. Плановете им се променят, когато най-малкото им вълче, бива отвлечено. Хъмфри и Кейт веднага тръгват да го търсят, а другите им две деца ги последват. Когато най-после се събират, те откриват, че домът е там, където е семейството.

## Героите
Хъмфри е мъжки омега вълк. Съпруг на Кейт, баща на Стинки, Клодет и Рант, и зет на Уинстън и Ив. Козината му е сребристо-сива и има сини очи. Има добри отношения с тъстовете си. Хъмфри може да бъде упорит и несигурен за някои неща.
Кейт е алфа вълчица. Тя е съпруга на Хъмфри, майка на Стинки, Клодет и Рант и дъщеря на Уинстън и Ив. Кейт е сериозна и отговорна. Козината ѝ е кафеникаво-златиста, а очите ѝ са кафяви.
Стинки е най-голямото дете на Кейт и Хъмфри. Той е алфа. Ориентира се чрез доброто си обоняние. Той е тъмно сив и очите му са сини. Стинки е разумен, отговорен и решителен.
Клодет е второто дете на Кейт и Хъмфри. Тя е алфа. Клодет е упорита, смела и винаги готова за действие. Тя е кафеникава на цвят, с кафяви очи.
Рант е най-малкото дете на Кейт и Хъмфри. Той е омега. Може да се катери по дървета, което е необичайно за вълците.
Кралят е алфа лидерът на вълците, коита са пленили Рант. Той жесток и опасен.
Принцесата е дъщерята на Кралят. След като се привързва към Рант, тя повече няма намерение да се бори.
Уинстън е алфа вълк, който е баща на Кейт и Лили и дядо на Стинки, Клодет и Рант.
Тони е бащата на Гарт.
Гарт е алфа синът на Тони. Той е силен и разумен.
Лили е малката сестра на Кейт и съпруга на Гарт. Тя е омега вълчица. Лили е тиха, доста срамежлива, но въпреки това и много умна. Козината ѝ е чисто бяла и има големи сини очи.
Ив е съпругата на Уинстън, майка на Кейт и Лили, баба на Стинки, Клодет и Рант и тъща на Хъмфри и Гарт. Тя е много мила, но също така и доста агресивна.
1. ↑  movieweb.com //   Посетен на 7 април 2016 г.
2. ↑  www.the-numbers.com //   Посетен на 7 април 2016 г.